# Zsámbéki-medence
Zsámbéki-medence är en sänka i Ungern. Den ligger i den nordvästra delen av landet, 29 km väster om huvudstaden Budapest.